# Andrija Bašić
Andrija Bašić, hrvaški vaterpolist, * 9. september 1995, Šibenik, Hrvaška.
Igra za grški vaterpolski klub Vouliagmeni. Visok je 192 centimetrov, težak pa 92 kilogramov.